# Liste de titres de noblesse espagnols
La liste de titres de la noblesse espagnole reprend l'ensemble des titres

## Ducs
| Titre                                                                                                | Origine | Titulaire                                                                                        | Grandesse | Blason |
| --- | ------- | ------------------------------------------------------------------------------------------------ | --------- | ------ |
| - Duc d'Abrantès Date de création: 23 mars 1642 Monarque: Philippe IV d'Espagne                      | ESP     | José de Zuleta y Alejandro, 14e Duc d'Abrantès né le 8 décembre 1960                             |           |        |
| - Duc d'Ahumada Date de création: 11 mars 1836 Monarque: Isabelle II d'Espagne                       | ESP     | Francisco de Guzmán y Girón, 6e Duc d'Ahumada né le 23 mai 1944                                  |           |        |
| - Duc d'Albe Date de création: 25 décembre 1439 Monarque: Henri IV de Castille                       | CAS     | Carlos Fitz-James Stuart y Martínez de Irujo, 19e Duc d'Albe né le 2 octobre 1948                |           |        |
| - Duc d'Alburquerque Date de création: 20 août 1464 Monarque: Henri IV de Castille                   | CAS     | Juan Osorio y Bertrán de Lis, 19e Duc d'Alburquerque né le 7 novembre 1958                       |           |        |
| - Duc d'Alcalá de los Gazules Date de création: 1558 Monarque: Philippe II d'Espagne                 | ESP     | Victoria de Hohenlohe-Langenburg, 17e Duchesse d'Alcalá de los Gazules né le 17 mars 1997        |           |        |
| - Duc de la Alcudia Date de création: 4 juillet 1792 Monarque: Charles IV d'Espagne                  | ESP     | Carlos Ruspoli y Álvarez de las Asturias-Bohorques, 7e Duc de la Alcudia né le 10 août 1993      |           |        |
| - Duc d'Algeciras Date de création: 31 décembre 1906 Monarque: Alphonse XIII d'Espagne               | ESP     | Carlos López de Carrizosa y Mitjans, 4e Duc d'Algeciras né le 11 juillet 1959                    |           |        |
| - Duc d'Algete Date de création: 6 mai 1734 Monarque: Philippe V d'Espagne                           | ESP     | Juan Osorio y Bertrán de Lis, 9e Duc d'Algete né le 7 novembre 1958                              |           |        |
| - Duc d'Aliaga Date de création: 10 octobre 1487 Monarque: Ferdinand II d'Aragon                     | ARA     | Luis de Irujo y Hohenlohe-Langenburg, 16e Duc d'Aliaga né le 26 mai 1978                         |           |        |
| - Duc d'Almazán de Saint Priest Date de création: 17 novembre 1830 Monarque: Ferdinand VII d'Espagne | ESP     | Béatrice de Castellane, 5e Duchesse d'Almazán de Saint Priest né le 28 mai 1944                  |           |        |
| - Duc d'Almazán Date de création: 1698 Monarque: Charles II d'Espagne                                | ESP     | Natalia Mariátegui y Muro, 13e Duchesse d'Almazán né le 21 mai 1978                              |           |        |
| - Duc d'Almenara Alta Date de création: 24 janvier 1830 Monarque: Ferdinand VII d'Espagne            | ESP     | María Soledad Martorell y Castillejo, 8e Duchesse d'Almenara Alta né le 21 mai 1978              |           |        |
| - Duc d'Almodóvar del Río Date de création: 23 avril 1780 Monarque: Ferdinand VII d'Espagne          | ESP     | Alfonso de Hoyos y Fernández de Córdoba, 14e Duc d'Almodóvar del Río né le 4 mars 1975           |           |        |
| - Duc d'Almodóvar del Valle Date de création: 13 avril 1871 Monarque: Amédée Ier d'Espagne           | ESP     | Alfonso Martel y Fonseca, 4e Duc d'Almodóvar del Valle né le 10 octobre 1951                     |           |        |
| - Duc d'Amalfi Date de création: 13 novembre 1642 Monarque: Philippe IV d'Espagne                    | ESP     | Íñigo Seoane y García, 7e Duc d'Amalfi né le 4 mars 1975                                         |           |        |
| - Duc d'Andria Date de création: 1er janvier 1507 Monarque: Ferdinand II d'Aragon                    | ARA     | María Roca de Togores y de Bustos, 4e Duchesse d'Andria né le 14 avril 1938                      |           |        |
| - Duc d'Ánsola Date de création: 15 mars 1887 Monarque: Alphonse XIII d'Espagne                      | ESP     | María Walford Hawkins y de Borbón, 5e Duchesse d'Ánsola né le 14 janvier 1940                    |           |        |
| - Duc del Arco Date de création: 26 avril 1715 Monarque: Philippe V d'Espagne                        | ESP     | Mercedes Falcó y de Anchorena, 7e Duchesse del Arco né le 27 mars 1931                           |           |        |
| - Duc d'Arcos Date de création: 20 janvier 1493 Monarque: Isabelle Ier de Castille                   | CAS     | María de Ulloa y Solís-Beaumont, 18e Duchesse d'Arcos né le 1er août 1980                        |           |        |
| - Duc d'Arévalo del Rey Date de création: 15 avril 1903 Monarque: Alphonse XIII d'Espagne            | ESP     | Juan de Lojendio y Pardo-Manuel de Villena, 5e Duc d'Arévalo del Rey né le 31 août 1950          |           |        |
| - Duc d'Arión Date de création: 20 septembre 1725 Monarque: Philippe V d'Espagne                     | ESP     | Joaquín Fernández de Córdoba y Hohenlohe-Langenburg, 10e Duc d'Arión né le 14 septembre 1961     |           |        |
| - Duc d'Arjona Date de création: 01 septembre 1427 Monarque: Jean II de Castille                     | CAS     | Cayetano Martínez de Irujo, 4e Duc d'Arjona né le 4 avril 1963                                   |           |        |
| - Duc d'Atrisco Date de création: 17 avril 1708 Monarque: Philippe V d'Espagne                       | ESP     | Adelaida Barón y Carral, 13e Duc d'Atrisco né le 25 janvier 1977                                 |           |        |
| - Duc d'Aveyro Date de création: 1er mars 1681 Monarque: Charles II d'Espagne                        | ESP     | Luis de Carvajal y Salas, 5e Duc d'Aveyro né le 29 octobre 1942                                  |           |        |
| - Duc de Baena Date de création: 19 août 1566 Monarque: Philippe II d'Espagne                        | ESP     | María Ruiz de Arana y Marone-Cinzano, 18e Duc de Baena né le 17 mai 1970                         |           |        |
| - Duc de Bailén Date de création: 12 juillet 1833 Monarque: Ferdinand VII d'Espagne                  | ESP     | Francisco Cavero de Carondelet y Christou, 7e Duc de Bailén né le 13 avril 1952                  |           |        |
| - Duc de Béjar Date de création: 1485 Monarque: Isabelle Ier de Castille                             | CAS     | Pedro de Alcántara Roca de Togores y Salinas, 21e Duc de Béjar né le 25 aout 1944                |           |        |
| - Duc de Benavente Date de création: 28 janvier 1473 Monarque: Henri IV de Castille                  | CAS     | Ángela de Solís-Beaumont y Téllez-Girón, 18e Duc de Benavente né le 21 novembre 1950             |           |        |
| - Duc de Berwick Date de création: 19 mars 1687 Monarque: Jacques II d'Angleterre                    | ESP     | Jacobo Fitz-James Stuart y Gómez, 12e Duc de Berwick né le 15 novembre 1947                      |           |        |
| - Duc de Bivona Date de création: 22 mai 1554 Monarque: Charles V d'Espagne                          | ESP     | Manuel Falcó y Anchorena, 5e Duc de Bivona né le 18 octobre 1936                                 |           |        |
| - Duc de Bournonville Date de création: 20 janvier 1717 Monarque: Philippe V d'Espagne               | ESP     | Karla Samanez y Simón, 15e Duc de Bournonville né le 25 mars 1949                                |           |        |
| - Duc de Camiña Date de création: 2 janvier 1619 Monarque: Philippe III d'Espagne                    | ESP     | Victoria de Hohenlohe-Langenburg, 15e Duchesse de Camiña né le 17 mars 1997                      |           |        |
| - Duc de Canalejas Date de création: 23 novembre 1912 Monarque: Alphonse XIII d'Espagne              | ESP     | José Canalejas Huertas, 5e Duc de Camiña né le 14 juillet 1983                                   |           |        |
| - Duc de Cánovas del Castillo Date de création: 22 juillet 1901 Monarque: Alphonse XIII d'Espagne    | ESP     | Fernando de Córdova y Hohenlohe, 4e Duc de Cánovas del Castillo né le 4 novembre 1963            |           |        |
| - Duc de los Castillejos Date de création: 19 février 1871 Monarque: Amédée Ier d'Espagne            | ESP     | Blanca Muntadas-Prim y Desvalls, 5e Duchesse de Cardona né le 4 novembre 1973                    |           |        |
| - Duc de Castro-Enríquez Date de création: 15 février 1858 Monarque: Isabelle II d'Espagne           | ESP     | Íñigo de Arróspide y Valera, 5e Duc de Castro-Enríquez né le 6 juillet 1935                      |           |        |
| - Duc de Castro-Terreño Date de création: 27 mai 1825 Monarque: Ferdinand VII d'Espagne              | ESP     | Ana Sánchez-Navarro y Quintana, 9e Duc de Castro-Terreño né le 27 octobre 1972                   |           |        |
| - Duc de Ciudad Real Date de création: 12 décembre 1613 Monarque: Philippe III d'Espagne             | ESP     | Alexander de Hohenlohe-Langenburg y Schmidt-Polex, 14e Duc de Ciudad Real né le 9 mars 1999      |           |        |
| - Duc de Ciudad Rodrigo Date de création: 30 janvier 1812 Monarque: Ferdinand VII d'Espagne          | ESP     | Charles Wellesley, 9e Duc de Ciudad Rodrigo né le 19 août 1945                                   |           |        |
| - Duc de la Conquista Date de création: 22 juin 1847 Monarque: Isabelle II d'Espagne                 | ESP     | Alfonso de Egaña y Huerta, 7e Duc de la Conquista né le 19 août 1945                             |           |        |
| - Duc de Dato Date de création: 25 mars 1921 Monarque: Alphonse XIII d'Espagne                       | ESP     | María Espinosa de los Monteros y Sanz-Tovar, 6e Duc de Dato né le 5 février 1961                 |           |        |
| - Duc de Denia y Tarifa Date de création: 28 juin 1882 Monarque: Alphonse XII d'Espagne              | ESP     | Victoria de Hohenlohe-Langenburg, 5e Duc de Denia y Tarifa né le 17 mars 1997                    |           |        |
| - Duc de Dúrcal Date de création: 25 novembre 1885 Monarque: Alphonse XII d'Espagne                  | ESP     | María Patiño y Borbón, 4e Duc de Dúrcal né le 2 août 1932                                        |           |        |
| - Duc d'Elío Date de création: 30 mars 1875 Monarque: Charles de Bourbon                             | ESP     | Santiago Mendaro y Elío, 5e Duc d'Elío né le 2 juin 1964                                         |           |        |
| - Duc d'Escalona Date de création: 12 décembre 1472 Monarque: Henri IV de Castille                   | CAS     | Francisco de Borja de Soto y Moreno-Santamaría, 21e Duc d'Escalona né le 16 mai 1985             |           |        |
| - Duc d'Estremera Date de création: 1568 Monarque: Philippe II d'Espagne                             | ESP     | María de Bustos y Marín, 21e Duc d'Estremera né le 4 juillet 1973                                |           |        |
| - Duc de Feria Date de création: 28 novembre 1567 Monarque: Philippe II d'Espagne                    | ESP     | Rafael de Medina y Abascal, 20e Duc de Feria né le 25 septembre 1978                             |           |        |
| - Duc de Fernán Núñez Date de création: 23 août 1817 Monarque: Ferdinand VII d'Espagne               | ESP     | Manuel Falcó y Anchorena, 6e Duc de Fernán Núñez né le 18 octobre 1936                           |           |        |
| - Duc de Fernandina Date de création: 24 décembre 1569 Monarque: Philippe II d'Espagne               | ESP     | Alonso-Enrique González de Gregorio y Viñamata, 16e Duc de Fernandina né le 31 décembre 1983     |           |        |
| - Duc de Francavilla Date de création: 1er mars 1555 Monarque: Charles V d'Espagne                   | ESP     | Jaime de Arteaga y Martín, 15e Duc de Francavilla né le 31 décembre 1983                         |           |        |
| - Duc de Frías Date de création: 20 mars 1492 Monarque: Isabelle Ier de Castille                     | CAS     | Francisco de Borja Soto y Moreno-Santa María, 19e Duc de Frías né le 16 mai 1985                 |           |        |
| - Duc de Galisteo Date de création: 6 septembre 1871 Monarque: Amédée Ier d'Espagne                  | ESP     | Juan Mesía y Medina, 6e Duc de Galisteo né le 15 avril 1967                                      |           |        |
| - Duc de Gandía Date de création: 20 décembre 1485 Monarque: Ferdinand II d'Aragon                   | ARA     | Ángela de Ulloa y Solís-Beaumont, 20e Duchesse de Gandía né le 23 novembre 1973                  |           |        |
| - Duc de Gor Date de création: 10 juillet 1803 Monarque: Charles IV d'Espagne                        | ESP     | Mauricio Álvarez de las Asturias Bohorques y Silva, 6e Duc de Gor né le 10 novembre 1933         |           |        |
| - Duc de Granada de Ega Date de création: 29 mars 1729 Monarque: Philippe V d'Espagne                | ESP     | Juan Martos y Azlor de Aragón, 9e Duc de Granada de Ega né le 29 août 1942                       |           |        |
| - Duc de Grimaldi Date de création: 8 février 1777 Monarque: Charles III d'Espagne                   | ESP     | José Márquez y Pries, 6e Duc de Grimaldi né le 22 avril 1978                                     |           |        |
| - Duc de Hernani Date de création: 11 août 1914 Monarque: Alphonse XIII d'Espagne                    | ESP     | Margarita de Borbón, 2e Duchesse de Hernani né le 6 mars 1939                                    |           |        |
| - Duc de Híjar Date de création: 16 avril 1483 Monarque: Ferdinand II d'Aragon                       | ARA     | Alfonso Martínez de Irujo y Fitz-James Stuart, 18e Duc de Híjar né le 22 octobre 1950            |           |        |
| - Duc de Hornachuelos Date de création: 18 novembre 1868 Monarque: Francisco Serrano                 | ESP     | José Ramón de Hoces y Elduayen, 5e Duc de Hornachuelos né le 3 juillet 1974                      |           |        |
| - Duc de Huéscar Date de création: 1563 Monarque: Philippe II d'Espagne                              | ESP     | Fernando Juan Fitz-James Stuart y de Solís, 17e Duc de Huéscar né le 14 septembre 1990           |           |        |
| - Duc de Huete Date de création: 24 décembre 1474 Monarque: Henri IV de Castille                     | CAS     | Alfonso de Bustos y Donate, 4e Duc de Huete né le 24 novembre 1986                               |           |        |
| - Duc del Infantado Date de création: 22 juillet 1475 Monarque: Isabelle Ier de Castille             | CAS     | María de Arteaga y del Alcázar, 20e Duchesse del Infantado né le 25 juin 1967                    |           |        |
| - Duc de Lécera Date de création: 1493 Monarque: Ferdinand II d'Aragon                               | ARA     | Leticia de Silva y Allende, 23e Duchesse de Lécera né le 8 mai 1983                              |           |        |
| - Duc de Lerma Date de création: 11 novembre 1599 Monarque: Philippe III d'Espagne                   | ESP     | Fernando Larios y Fernández de Córdoba, 16e Duc de Lerma né le 5 septembre 1967                  |           |        |
| - Duc de Linares Date de création: 28 septembre 1667 Monarque: Charles II d'Espagne                  | ESP     | Álvaro Zuleta de Reales y Ansaldo, 16e Duc de Linares né le 4 octobre 1976                       |           |        |
| - Duc de Liria y Jérica Date de création: 13 décembre 1707 Monarque: Philippe V d'Espagne            | ESP     | Carlos Fitz-James Stuart y Martínez de Irujo, 12e Duc de Liria y Jérica né le 2 octobre 1948     |           |        |
| - Duc de Luna Date de création: 1495 Monarque: Ferdinand II d'Aragon                                 | ARA     | Javier Azlor de Aragón y Ramírez de Haro, 5e Duc de Luna né le 23 juillet 1975                   |           |        |
| - Duc de Mandas y Villanueva Date de création: 23 décembre 1614 Monarque: Philippe III d'Espagne     | ESP     | Ricardo de la Huerta y Ozores, 14e Duc de Mandas y Villanueva né le 17 novembre 1944             |           |        |
| - Duc de Maqueda Date de création: 1529 Monarque: Charles V d'Espagne                                | ESP     | Pilar de Casanova-Cárdenas y Barón, 24e Duc de Maqueda né le 11 mai 1947                         |           |        |
| - Duc de Marchena Date de création: 30 juillet 1885 Monarque: Alphonse XII d'Espagne                 | ESP     | Juan Walford Hawkins y de Borbón, 4e Duc de Marchena né le 11 mai 1941                           |           |        |
| - Duc de Maura Date de création: 19 juin 1930 Monarque: Alphonse XIII d'Espagne                      | ESP     | Ramiro Pérez-Maura y de la Peña, 5e Duc de Maura né le 11 mai 1963                               |           |        |
| - Duc de Medina de las Torres Date de création: 5 janvier 1625 Monarque: Philippe IV d'Espagne       | ESP     | José Ruiz de Bucesta y Mora, 14e Duc de Medina de las Torres né le 8 janvier 1957                |           |        |
| - Duc de Medina de Rioseco Date de création: 22 avril 1538 Monarque: Charles V d'Espagne             | ESP     | María Latorre y Téllez-Girón, 21e Duc de Medina de Rioseco né le 8 janvier 1968                  |           |        |
| - Duc de Medina Sidonia Date de création: 17 février 1445 Monarque: Jean II de Castille              | CAS     | Leoncio de Gregorio y Álvarez de Toledo, 22e Duc de Medina Sidonia né le 3 janvier 1956          |           |        |
| - Duc de Medinaceli Date de création: 31 octobre 1479 Monarque: Isabelle Ier de Castille             | CAS     | Victoria de Hohenlohe-Langenburg, 20e Duchesse de Medinaceli né le 17 mars 1997                  |           |        |
| - Duc de Miranda Date de création: 1er octobre 1664 Monarque: Philippe IV d'Espagne                  | CAS     | Javier de Silva y Mendaro, 3e Duc de Miranda né le 16 mai 1946                                   |           |        |
| - Duc de Moctezuma de Tultengo Date de création: 11 octobre 1865 Monarque: Isabelle II d'Espagne     | ESP     | Juan Marcilla de Teruel-Moctezuma y Valcárcel, 6e Duc de Moctezuma de Tultengo né le 16 mai 1946 |           |        |
| - Duc de Montalto Date de création: 1er janvier 1507 Monarque: Ferdinand II d'Aragon                 | ARA     | Ricardo de Bustos y Martorell, 4e Duc de Montalto né le 16 mai 1931                              |           |        |
| - Duc de Montealegre Date de création: 12 août 1633 Monarque: Philippe IV d'Espagne                  | ESP     | Isidro Castillejo y Bermúdez de Castro, 11e Duc de Montealegre né le 20 avril 1974               |           |        |
| - Duc de Monteleón Date de création: 29 mars 1527 Monarque: Charles V d'Espagne                      | ESP     | José Pignatelli de Aragón y Burgos, 5e Duc de Monteleón né le 12 octobre 1993                    |           |        |
| - Duc de Montellano Date de création: 4 février 1705 Monarque: Philippe V d'Espagne                  | ESP     | Carla Pía Falcó y Medina, 5e Duchesse de Montellano né le 21 avril 1957                          |           |        |
| - Duc de Montemar Date de création: 20 avril 1735 Monarque: Philippe V d'Espagne                     | ESP     | Tatiana Osorio de Moscoso y Sanchiz, 9e Duchesse de Montemar né le 31 juillet 1972               |           |        |
| - Duc de Montoro Date de création: 12 avril 1660 Monarque: Philippe IV d'Espagne                     | ESP     | Eugenia de Irujo y Fitz-James Stuart, 13e Duchesse de Montoro né le 26 novembre 1968             |           |        |

## Marquis
| Titre                                                                                                  | Origine | Titulaire                                                                                        | Grandesse | Blason |
| --- | ------- | ------------------------------------------------------------------------------------------------ | --------- | ------ |
| - Marquis d'Acapulco Date de création: 18 novembre 1728 Monarque: Philippe V d'Espagne                 | ESP     | José del Prado y Narváez, 11e Marquis d'Acapulco né le 26 janvier 1962                           |           |        |
| - Marquis d'Accadia Date de création: 20 mai 1667 Monarque: Charles II d'Espagne                       | ESP     | Roberto Dentice di Accadia y de Césare, 2e Marquis d'Accadia né le 1er janvier 1928              |           |        |
| - Marquis d'Acha Date de création: 22 janvier 1904 Monarque: Alphonse XIII d'Espagne                   | ESP     | José de Acha y Rivero de Aguilar, 4e Marquis d'Acha né le 9 juillet 1963                         |           |        |
| - Marquis d'Acialcázar Date de création: 16 avril 1666 Monarque: Charles II d'Espagne                  | ESP     | José Pinto y de Sancristóval, 14e Marquis d'Acialcázar né le 7 juillet 2007                      |           |        |
| - Marquis d'Adeje Date de création: 25 avril 1666 Monarque: Charles II d'Espagne                       | ESP     | Nicolás Cotoner y Macaya, 14e Marquis d'Acialcázar né le 26 mars 1966                            |           |        |
| - Marquis de la Adrada Date de création: 15 octobre 1570 Monarque: Philippe II d'Espagne               | ESP     | Lope de Figueroa y Castro, 13e Marquis de la Adrada né le 19 décembre 1943                       |           |        |
| - Marquis d'Agrópoli Date de création: 12 août 1617 Monarque: Philippe III d'Espagne                   | ESP     | Pedro Hamparzoumian Arango, 5e Marquis d'Agrópoli né le 19 décembre 1974                         |           |        |
| - Marquis de Aguas Claras Date de création: 12 mars 1833 Monarque: Ferdinand VII d'Espagne             | ESP     | José Vildósola Martínez, 6e Marquis de Aguas Claras né le 17 juillet 1933                        |           |        |
| - Marquis de Águila Real Date de création: 4 mars 1876 Monarque: Alphonse XII d'Espagne                | ESP     | Eduardo de Chávarri Cabezudo, 5e Marquis de Águila Real né le 9 décembre 1975                    |           |        |
| - Marquis del Águila Date de création: 24 février 1639 Monarque: Philippe IV d'Espagne                 | ESP     | Carlos Martínez de Irujo y Casanova, 16e Marquis del Águila né le 1er décembre 1979              |           |        |
| - Marquis de Aguilafuente Date de création: 1572 Monarque: Philippe II d'Espagne                       | ESP     | Diego Colón de Carvajal y Gorosábel, 21e Marquis de Aguilafuente né le 4 octobre 1949            |           |        |
| - Marquis de Aguilar de Campoo Date de création: 1482 Monarque: Ferdinand II d'Aragon                  | ARA     | María del Pilar de las Morenas y Travesedo, 24e Marquis de Aguilar de Campoo né le 23 avril 1946 |           |        |
| - Marquis de Aguilar de Ebro Date de création: 2 juin 1761 Monarque: Charles III d'Espagne             | ESP     | Alfonso Escrivá de Romaní y de Miguel, 11e Marquis de Aguilar de Ebro né le 25 janvier 1972      |           |        |
| - Marquis de Aguilar de Vilahur Date de création: 26 octobre 1715 Monarque: Charles VI du Saint-Empire | ESP     | Juan Peláez y Fabra, 4e Marquis de Aguilar de Vilahur né le 21 mai 1940                          |           |        |
| - Marquis d'Águilas Date de création: 30 décembre 1991 Monarque: Juan Carlos Ier d'Espagne             | ESP     | Alfonso Escámez y Torres, 2e Marquis d'Águilas né le 21 mai 1940                                 |           |        |
| - Marquis d'Ahumada Date de création: 7 avril 1764 Monarque: Charles III d'Espagne                     | ESP     | Diego Chico de Guzmán y Girón, 7e Marquis d'Ahumada né le 22 avril 1947                          |           |        |

## Comte
| Titre                                                                                  | Origine | Titulaire                                                                      | Grandesse | Blason |
| -------------------------------------------------------------------------------------- | ------- | ------------------------------------------------------------------------------ | --------- | ------ |
| - Comte d'Abásolo Date de création: 26 juillet 1919 Monarque: Alphonse XIII d'Espagne  | ESP     | José de Ibarra y Miró-Sans, 5e Comte d'Abásolo né le 4 novembre 1991           |           |        |
| - Comte d'Ablitas Date de création: 14 avril 1652 Monarque: Philippe IV d'Espagne      | ESP     | Francisco Mendaro y Elío, 16e Comte d'Ablitas né le 13 juillet 1966            |           |        |
| - Comte de los Acevedos Date de création: 10 août 1780 Monarque: Charles III d'Espagne | ESP     | José de Mayoralgo y Lodo, 9e Comte de los Acevedos né le 30 septembre 1950     |           |        |
| - Comte d'Adanero Date de création: 17 septembre 1691 Monarque: Charles II d'Espagne   | ESP     | Álvaro Ulloa y Suelves Ramírez de Haro, 13e Comte d'Adanero né le 12 août 1950 |           |        |
| - Comte d'Agrela Date de création: 7 décembre 1890 Monarque: Alphonse XIII d'Espagne   | ESP     | Flavia de Silva y Allende, 6e Comte d'Agrela né le 30 avril 1986               |           |        |

## Vicomte
| Titre                                                                                  | Origine | Titulaire                                                                 | Grandesse | Blason |
| -------------------------------------------------------------------------------------- | ------- | ------------------------------------------------------------------------- | --------- | ------ |
| - Vicomte de la Alborada Date de création: 2 juin 1849 Monarque: Isabelle II d'Espagne | ESP     | Florencio Gavito y González, 7e Vicomte de la Alborada né le 25 mars 1954 |           |        |

## Baron
| Titre                                                                                          | Origine | Titulaire                                                                            | Grandesse | Blason |
| ---------------------------------------------------------------------------------------------- | ------- | ------------------------------------------------------------------------------------ | --------- | ------ |
| - Baron d'Abella Date de création: 6 décembre 1817 Monarque: Ferdinand VII d'Espagne           | ESP     | Edualdo Mirapeix y Martínez, 7e Baron d'Abella né le 22 septembre 1943               |           |        |
| - Baron d'Adzaneta Date de création: 8 mai 1477 Monarque: Jean II d'Aragon                     | ARA     | Pablo Tamarit y Corbí, 17e Baron d'Adzaneta né le 2 septembre 1996                   |           |        |
| - Baron d'Alacuás Date de création: 1627 Monarque: Philippe IV d'Espagne                       | ESP     | Federico Trenor y Trenor, 4e Baron d'Alacuás né le 3 avril 1934                      |           |        |
| - Baron d'Albalat de Segart Date de création: 18 octobre 1614 Monarque: Philippe III d'Espagne | ESP     | María Asunción de Saavedra y Bes, 4e Baronne d'Albalat de Segart né le 1er mars 1932 |           |        |
| - Baron de l'Albi Date de création : 1166 Monarque : Alphonse II d'Aragon                      | ARA     | Carlos de Montoliu y Heyndrickx, 33e baron de l'Albi né le 21 novembre 1960          |           |        |
| - Baron d'Alcácer Date de création: 7 février 1443 Monarque: Alphonse V d'Aragon               | ARA     | María Núñez-Robres y Patiño, 23e Baronne d'Alcácer né le 26 avril 1995               |           |        |